# Martín Cuestas
Martín Esteban Cuestas (8 de diciembre de 1986) es un deportista, policía y maratonista uruguayo.
Junto con su hermano mellizo Nicolás Cuestas compiten en maratón. Los dos pertenecen a la Policía Nacional y son los primeros policías uruguayos en ir a los Juegos Olímpicos. 
Participaron de los Juegos Olímpicos de Río de Janeiro 2016.
Los hermanos integraron la delegación uruguaya del Comité Olímpico Uruguayo de 17 deportistas que compitieron en 9 disciplinas.

## Televisión
En septiembre de 2020, participa del programa televisivo MasterChef Celebrity Uruguay en Canal 10.

## Récords personales
- 1500 metros: 3'55.88 - Montevideo (Uruguay), 25 de abril de 2009
- 3000 metros: 8'28.18 - Montevideo (Uruguay), 8 de junio de 2013
- 5000 metros: 13'59.53 - Río de Janeiro (Brasil), 16 de mayo de 2016
- 10,000 metros: 29'45.52 - Rosario (Argentina), 27 de abril de 2014
- 10 km: 29'30 - Montevideo (Uruguay), 7 de diciembre de 2013
- Media maratón: 1:05'49 - Montevideo (Uruguay), 21 de abril de 2013
- Maratón: 2:16'42 - Buenos Aires (Argentina), 11 de octubre de 2015